# Неньютонівська рідина

Неньюто́нівська рідина́ (англ. non-Newtonian [complex] fluid; нім. nicht-Newtonsche Flüssigkeit f) — модель рідини, що є суцільним рідким тілом, для якого дотичні напруження внутрішнього тертя {\displaystyle \tau }, спричиненого відносним проковзуванням (зсувом) шарів рідини описуються нелінійною залежністю від градієнта швидкості у напрямі, перпендикулярному до напрямку проковзування. На відміну від ньютонівських рідин, коли динамічний коефіцієнт в'язкості є константою при заданій температурі і тиску, особливість неньютонівських рідин полягає у залежності параметра в'язкості від градієнту швидкості.
Як синонім до терміна «неньютонівська рідина» вживається, також, термін «аномальна рідина».

## Класифікація неньютонівських рідин
Неньютонівські рідини у залежності від характеру течії та виду функціонального зв'язку швидкості деформації та швидкості зсуву підрозділяють на три основних категорії:
- - в'язкі середовища, у яких швидкість зсуву залежить від прикладання напруження зсуву (різні типи нафтопродуктів, консистентні мастила, будівельні розчини та інші дисперсні системи типу суспензій);
- - середовища, реологічні характеристики яких залежать від часу (в таких рідинах швидкість зсуву визначає не лише величина дотичного напруження, але й тривалість дії);
- - в'язко-пружні рідини, які мають властивості як рідини, так і твердого тіла та частково виявляють пружне відновлення форми після зняття напруження.

Залежність дотичних напружень неньютонівської рідини описується емпіричною залежністю:
{\displaystyle \tau =\eta \left({\frac {du}{dx}}\right)^{n}},
де: {\displaystyle \tau } — дотичне напруження внутрішнього тертя в рідині, [Па];
{\displaystyle {\frac {du}{dx}}} — градієнт швидкості у напрямі, перпендикулярному до напряму зсуву, [с−1];
{\displaystyle \eta } — коефіцієнт пропорційності, [Па·с].
Класифікація рідин робиться за значенням показника n та часовою залежністю в'язких характеристик:
- Ньютонівська рідина — лінійний закон (n = 1): {\displaystyle \tau =\eta {\frac {du}{dy}}};
- Степенева рідина — нелінійна, закон степеневий (n ≠ 1): :{\displaystyle \tau =\eta \left({\frac {du}{dy}}\right)^{n}}:
  - Псевдопластик — {\displaystyle n<1}, при малих швидкостях в'язкість значна, далі зменшується (фарби, емульсії, деякі суспензії);
  - Дилатантна рідина — {\displaystyle n>1}, в'язкість зростає із збільшенням швидкості (глиняні суспензії, солодкі суміші, гідрозоль кукурудзяного крахмалю, системи пісок/вода);
- Пластична рідина (бінгамівський пластик) — модель Бінгама схожа до моделі сухого тертя. В статичних умовах ведуть себе як тверді матеріали, але при силовому впливі починають текти. Мінімальне зусилля, що необхідно прикласти до системи, щоб вона почала текти називається напруженням зсуву ({\displaystyle \tau _{0}}):

{\displaystyle \tau ={\begin{cases}\tau _{0}+\eta {\frac {du}{dx}},\quad {\frac {du}{dx}}>0\\-\tau _{0}+\eta {\frac {du}{dx}},\quad {\frac {du}{dx}}<0\end{cases}}}
В'язкість деяких рідин, при сталих умовах навколишнього середовища і швидкості зсуву, змінюється з часом. Якщо в'язкість рідини з часом зменшується, то рідину називають тиксотропною, а якщо, навпаки, збільшується, то — реопексною. Обидві поведінки можуть спостерігатися як разом з описаними вище типами плину рідин, так і при певних градієнтах швидкостей. Часовий інтервал може сильно змінюватись для різних речовин: деякі матеріали досягають сталого значення в'язкості за декілька секунд, інші — за декілька діб. Реопексні матеріали зустрічаються досить рідко, на відміну від тиксотропних, до яких відносяться мастила, друкарські чорнила, фарби.